# Група експертів ООН з географічних назв

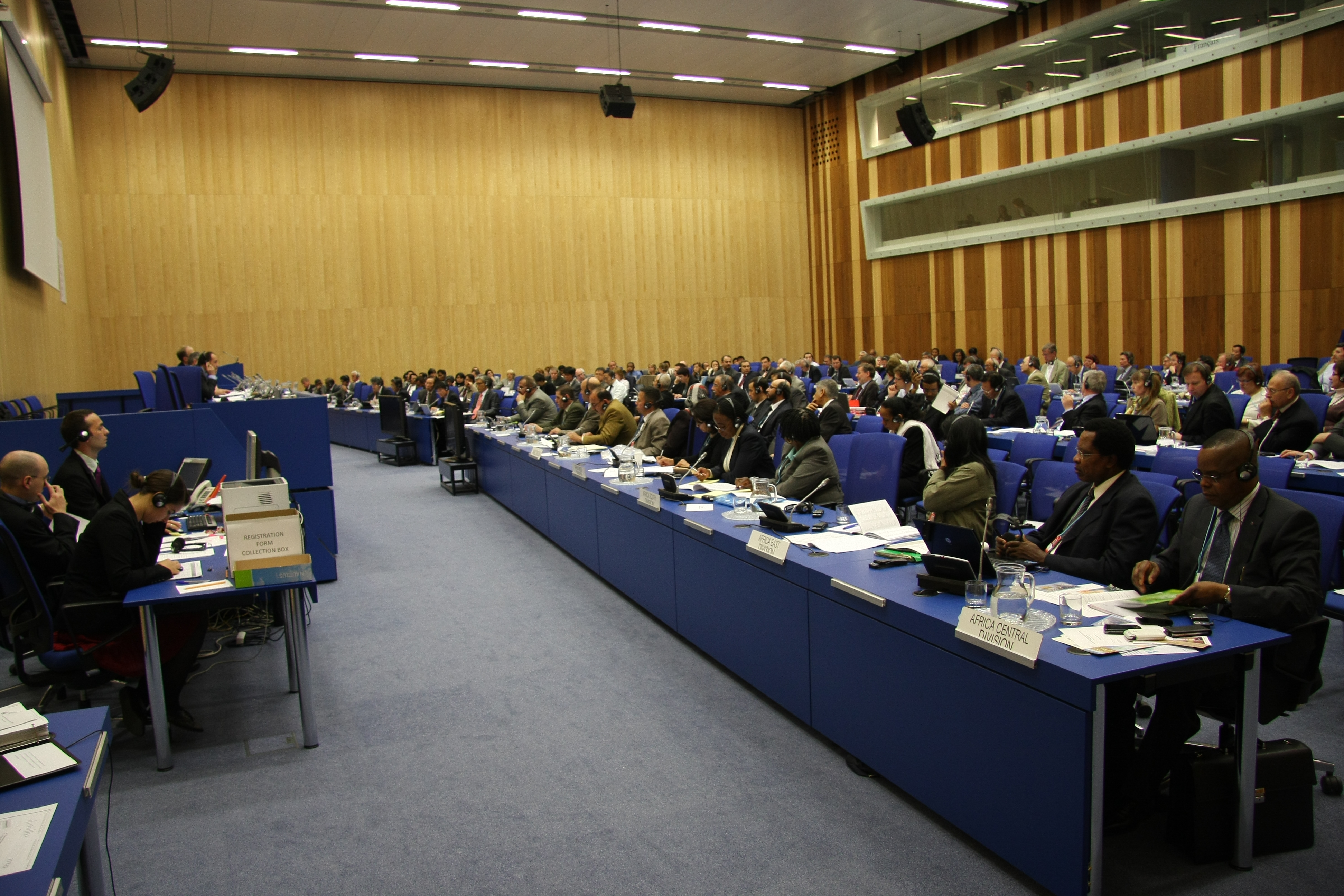
Під час 26-ї сесії ГЕГНООН в офісі ООН у Відні, 2–6 травня 2011

Група експертів ООН з географічних назв, ГЕГНООН (англ. United Nations Group of Experts on Geographical Names; UNGEGN) — одна з дев'яти експертних груп Економічної і соціальної ради ООН (ECOSOC) що займається національною та міжнародною стандартизацією географічних назв, розробкою, публікацією та розповсюдженням міжнародних рекомендацій для національних експертних груп. Кожні п'ять років проводиться міжнародна конференція. Утворена 23 квітня 1959 року як робоча група експертів, що була перетворена на постійний комітет 31 травня 1968 року.

## Історія
Питання стандартизації географічних назв уперше було порушено Картографічною секцією ООН при Економічній і соціальній раді ООН (ЕКОСОС) вже наприкінці 1940-х років. 1960 року в Нью-Йорку, після тривалих обговорень і консультацій впродовж 1950-х років та резолюції 715A (XXVII) ЕКОСОС 1959 року, було скликано перше засідання експертної групи з 6 експертів від США, Франції, Великої Британії, Ірану, Гватемали та Китаю під головуванням Мередіт Баррелл. У ній взяли участь як спостерігачі представники урядів Об'єднаної Арабської Республіки, ФРН, спеціалісти Ради географічних назв США. Ця група визначила 22 конкретні питання та сформулювала 21 рекомендацію, серед яких — провести спеціалізовану конференцію ООН зі стандартизації географічних назв. Така конференція відбулась в Женеві 1967 року і стала підтвердженням того, що національні процеси стандартизації топонімів повинні стати основою для спільної роботи над створенням міжнародних стандартів у цій області міжнародного співробітництва.

## Мандат і завдання
Завданням ГЕГНООН є вирішення проблем внутрішньої та міжнародної стандартизації географічних назв, пропозиції та рекомендації щодо такої стандартизації (переважно мовної). Як одна з семи експертних груп Економічної та соціальної ради ООН, ГЕГНООН має повноваження стежити за виконанням резолюцій та продовжує експертну роботу в період між конференціями, що проводяться кожні 5 років.
Виходячи з програмних документів, ГЕГНООН має на меті:
- підкреслити важливість стандартизації географічних назв на національному та міжнародному рівнях,
- показати всебічні переваги від такої стандартизації;
- допомагати та сприяти окремим країнам, що того потребують, у стандартизації власних та іноземних географічних назв.

Крім того, ГЕГНООН сприяє та заохочує дискусії навколо результатів роботи національних органів зі стандартизації та проблем, що виникли в процесі; практично сприяє розповсюдженню найкращих практик та інформує широкий загал про створені національні системи географічних назв.

## Структура
ГЕГНООН звітує про свою роботу перед конференціями ООН зі стандартизації географічних назв, що проводяться з періодичністю у 5 років. Його робота підтримується Секретаріатом Статистичного відділу ООН, та власним Бюро. ГЕГНООН у період між конференціями двічі збирається на офіційні наради, працює через робочі групи та спеціальні робочі групи, а також через спеціалізовані лінгво-географічні відділи (групи експертів з країн із спільними інтересами на основі географічного положення та мови). Для взаємодії з іншими науковими організаціями ГЕГНООН призначила низку відповідальних співробітників.

### Бюро

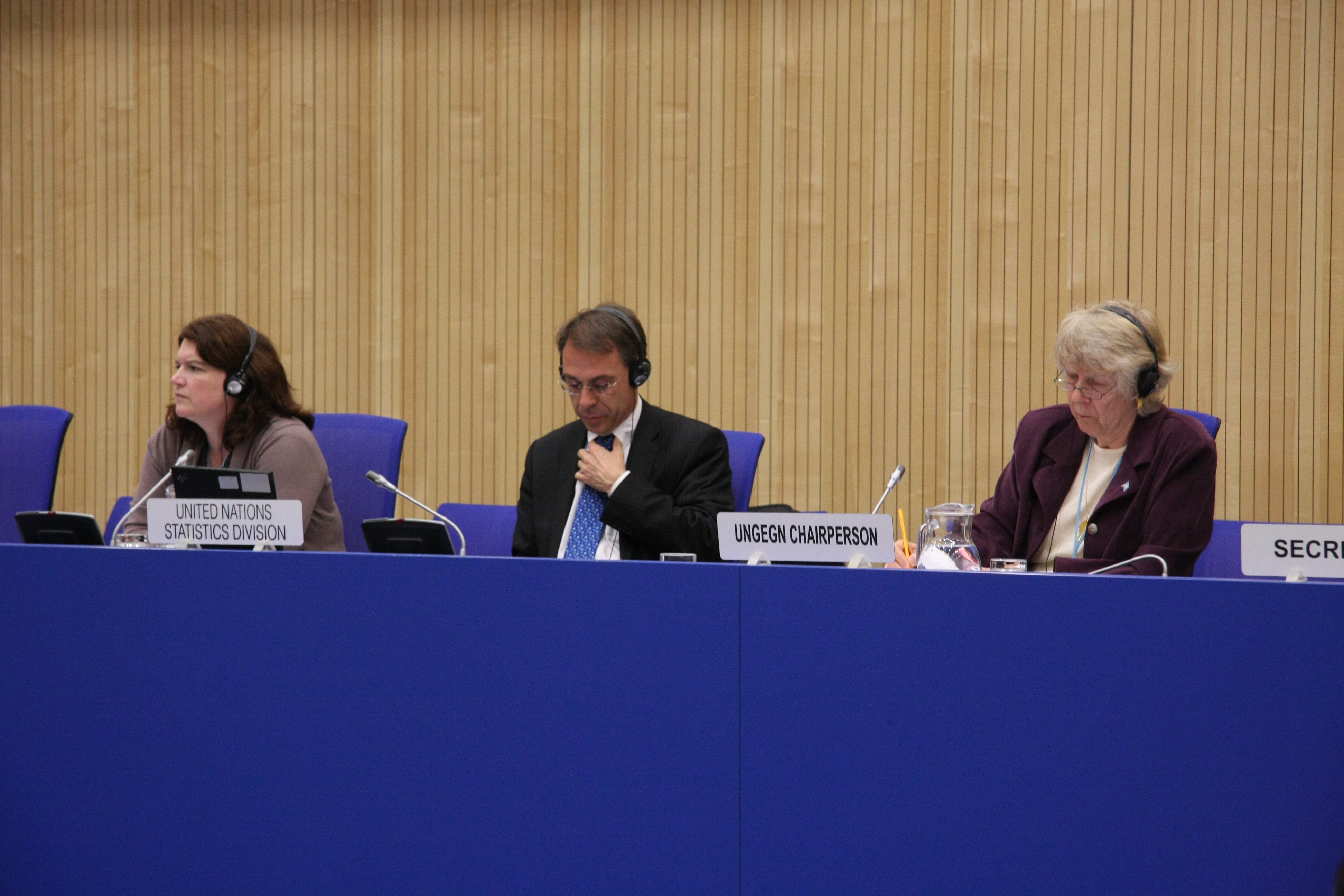
Канадський картограф Хелен Керфурт, під час 26-ї сесії ГЕГНООН у Відні, 2011 рік

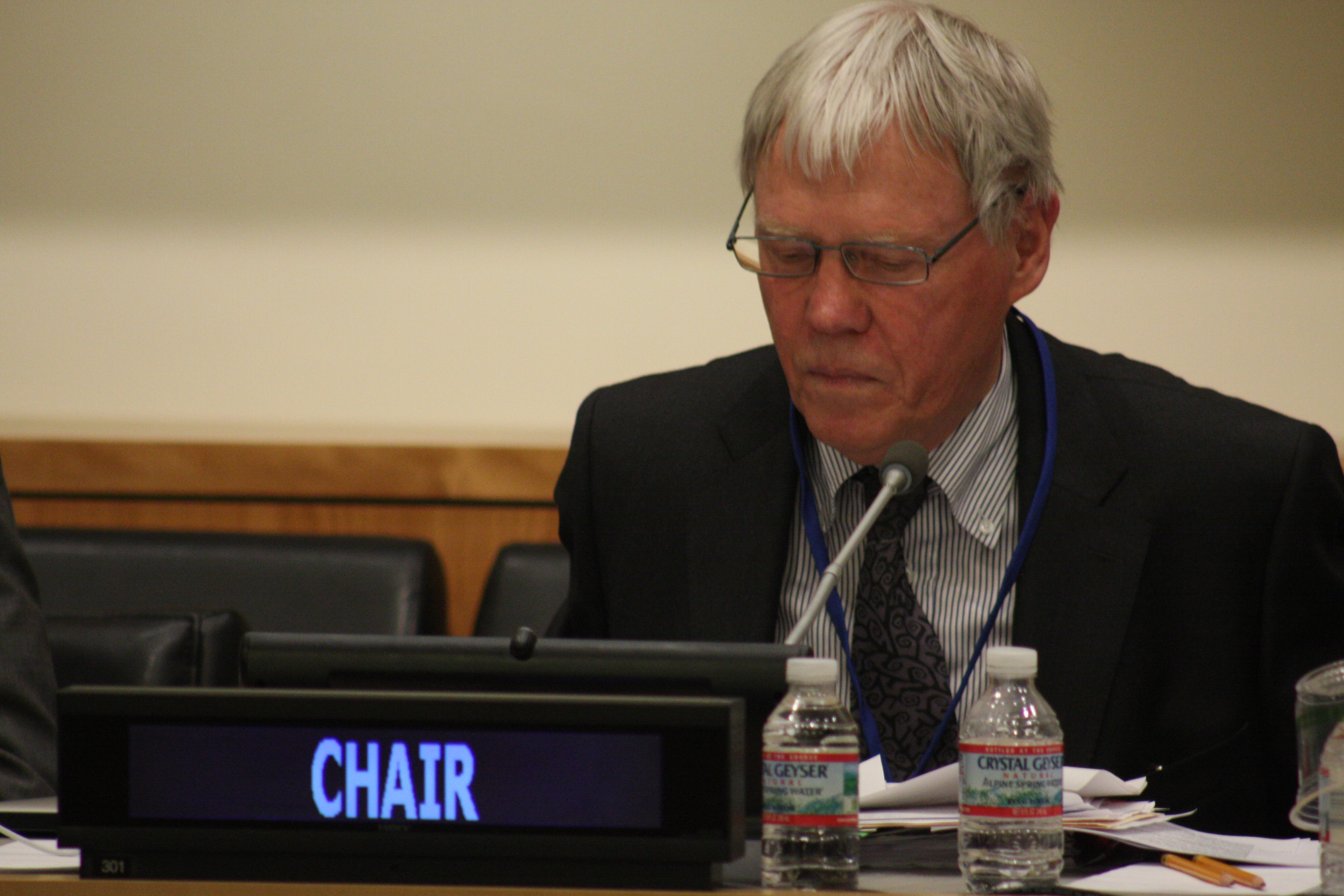
Нідерландський картограф Фер'ян Ормелінг, під час 28-ї сесії ГЕГНООН у Нью-Йорку, 2014 рік

Бюро ГЕГНООН складається з голови, 2 заступників та 2 доповідачів.
Поточне бюро має наступний склад:
- Голова: П'єр Жаллар (Франція)
- Заступники голови: Сунь Чже Чу (Республіка Корея), Хасануддін Абідін (Індонезія)
- Доповідачі: Трент К. Палмер (США), Венді Шо (Нова Зеландія)

Колишні голови бюро:
- 1967—1977 — Мередіт Ф. Беррілл (США)
- 1977—1982 — Йозеф Брой (Австрія)
- 1982—1987 — Дірк Петер Блок (Нідерланди)
- 1987—1991 — Анрі Доріон (Канада)
- 1991—2002 — Пітер Е. Рапер (Південно-Африканська Республіка)
- 2002—2012 — Хелен Керфут (Канада)
- 2012—2021 — Вільям Вот (Австралія)

### Відділи

Країни-члени франкомовного відділу

ГЕГНООН у своєму складі має окремі групи експертів різних лінгво-географічних підрозділів, утворених під час конференцій для більш плідної спільної роботи над спільною тематикою на основі мов або територіальної приналежності. Країни самостійно вирішують до якого відділу їм входити. Деякі групи експертів працюють у більш ніж одному відділі. Кожен відділ обирає собі голову, який заохочує і стимулює діяльність експертної групи у відділі через технічні наради, особисте листування тощо. Не всі відділи однаково активні у своїй роботі та співпраці над поставленими завданнями.
У 2010-х роках існувало 24 відділи, які об'єднали більше 150 експертів з 50 країн:
- Центральноафриканський (Ангола, Бурунді, Габон, ДР Конго, Екваторіальна Гвінея, Камерун, Республіка Конго, Руанда, Сан-Томе і Принсіпі, Центральноафриканська Республіка, Чад) — головуючий Мішель Сімеу Камдем (Michel Simeu Kamdem; Камерун)
- Східноафриканський (Ботсвана, Бурунді, Джибуті, Есватіні, Ефіопія, Замбія, Зімбабве, Кенія, Лесото, Мадагаскар, Малаві, Маврикій, Мозамбік, Сейшельські Острови, Судан, Танзанія, Уганда) — головуючий Ніво Ратовоарісон (Nivo Ratovoarison; Мадагаскар).
- Південноафриканський (Ботсвана, Есватіні, Замбія, Зімбабве, Лесото, Мадагаскар, Малаві, Мозамбік, Намібія, Південно-Африканська Республіка) — тимчасово головуюча Люсі Фалааге (Lucy Phalaagae; Ботсвана).
- Західноафриканський (Бенін, Буркіна-Фасо, Гамбія, Гана, Гвінея, Гвінея-Бісау, Кабо-Верде, Кот-д'Івуар, Ліберія, Малі, Мавританія, Нігер, Нігерія, Сенегал, Сьєрра-Леоне, Того) — головуючий Клод Обін Тапсоба (Claude Obin Tapsoba; Буркіна-Фасо).
- Арабськомовний (Алжир, Бахрейн, Джибуті, Єгипет, Ємен, Ірак, Йорданія, Катар, Коморські Острови, Кувейт, Ліван, Лівія, Марокко, Мавританія, ОАЕ, Оман, Саудівська Аравія, Сирія, Сомалі, Палестина, Туніс) — головуючий Авні аль-Хасавнех (Awni Al-Khasawneh; Йорданія). Офіційна сторінка [Архівовано 20 квітня 2021 у Wayback Machine.].
- Східноазійський (КНДР, Республіка Корея, Японія) — головуючий Хіроші Танабе (Hiroshi Tanabe; Японія).
- Південно-східноазійський (Бутан, Бруней, В'єтнам, Індонезія, Камбоджа, Лаос, Малайзія, М'янма, Сінгапур, Таїланд, Філіппіни, Шрі-Ланка) — головуючий Мохамад Арієф Сяфії (Mohamad Arief Syafii; Індонезія).
- Південнозахідноазійський (Азербайджан, Афганістан, Іран, Кіпр, Пакистан, Таджикистан, Туреччина, Туркменістан) — головуючий Масуд Шафії (Masoud Shafiei; Іран).
- Балтійський (Естонія, Латвія, Литва, Росія, Польща) — головуюча Віта Страутнієце (Vita Strautniece; Латвія). Офіційна сторінка. [Архівовано 19 квітня 2021 у Wayback Machine.]
- Кельтськомовний (Франція, Ірландія).
- Китайський (КНР) — головуючий Лью Боакван.
- Голландсько-німецькомовний (Австрія, Бельгія, Люксембург, Нідерланди, Німеччина, Південно-Африканська Республіка, Суринам, Швейцарія) — головуючий Тьєр Тіхелар (Tjeerd Tichelaar; Нідерланди). Офіційна сторінка. [Архівовано 22 квітня 2021 у Wayback Machine.]
- Центральносхідної і Південносхідної Європи (Албанія, Болгарія, Боснія і Герцеговина, Греція, Грузія, Кіпр, Північна Македонія, Польща, Румунія, Сербія, Словаччина, Словенія, Туреччина, Угорщина, Україна, Хорватія, Чехія, Чорногорія) — головуюча Дарина Порубчанова (Darina Porubčanová; Словаччина). Офіційна сторінка. [Архівовано 1 лютого 2021 у Wayback Machine.]
- Східної Європи, Північної та Центральної Азії (Азербайджан, Білорусь, Болгарія, Вірменія, Грузія, Казахстан, Росія, Таджикистан, Україна, Узбекистан) — головуючий В. Богинський (V. Boginskiy; Росія).
- Східносередземноморський (без арабських країн; Ізраїль, Кіпр) — головуючий Нафталі Кадмон (Naftali Kadmon; Ізраїль).
- Франкомовний (Алжир, Бельгія, Болгарія, Буркіна-Фасо, Гвінея, Джибуті, ДР Конго, Іспанія, Камерун, Канада, Кот-д'Івуар, Республіка Конго, Ліван, Мадагаскар, Малі, Марокко, Нігер, Румунія, Сенегал, Того, Туніс, Франція, Чад, Швейцарія) — головуючий П'єр Жаллар (Pierre Jaillard; Франція). Офіційна сторінка.
- Індійський (Бангладеш, Бутан, Індія, Непал, Пакистан).
- Латиноамериканський (Аргентина, Болівія, Бразилія, Венесуела, Гаїті, Гватемала, Гондурас, Домініканська Республіка, Еквадор, Іспанія, Колумбія, Коста-Рика, Куба, Мексика, Нікарагуа, Панама, Парагвай, Перу, Сальвадор, Суринам, Уругвай, Чилі) — головуючий Енріке Муньос Гонсен (Enrique Muñoz Goncen; Мексика). Офіційна сторінка. [Архівовано 20 січня 2022 у Wayback Machine.]
- Північноєвропейський (Данія, Ісландія, Норвегія, Фінляндія, Швеція) — головуючий Інгвіл Нордленд (Ingvil Nordland; Норвегія). Офіційна сторінка. [Архівовано 21 квітня 2021 у Wayback Machine.]
- Тихоокеанський (Австралія, Вануату, Науру, Нова Зеландія, Папуа Нова Гвінея, Самоа, Соломонові Острови, Східний Тимор, Тонга, Фіджі) — співголови Сьюзан Біртлес (Susan Birtles; Австралія) і Венді Шо (Wendy Shaw; Нова Зеландія).
- Португаломовний (Ангола, Бразилія, Гвінея-Бісау, Кабо-Верде, Мозамбік, Португалія, Сан-Томе і Принсіпі, Східний Тимор) — головуючий Жозе Еліас Мукомбо (José Elías Mucombo; Мозамбік).
- Романо-еллінськомовний (Андорра, Бельгія, Ватикан, Греція, Італія, Іспанія, Канада, Кіпр, Люксембург, Молдова, Монако, Португалія, Румунія, Туреччина, Франція, Швейцарія) — головуючий Андреа Кантіле (Andrea Cantile; Італія). Офіційна сторінка. [Архівовано 19 квітня 2021 у Wayback Machine.]
- Британський (Велика Британія, Гаяна, Нова Зеландія, Південно-Африканська Республіка, Ямайка) — головуюча Кетрін Читем (Catherine Cheetham; Велика Британія).
- Північноамериканський (США, Канада) — співголови Лу Йост (Lou Yost; США) і Хізер Росс (Heather Ross; Канада).

### Робочі групи
Під егідою ГЕГНООН було створено декілька робочих груп для подальшого вивчення тем та питань, що входять до завдань ГЕГНООН. Було створено 10 таких груп:
- З питань назв країн.
- З питань топонімічних баз даних і газетирів.
- З топонімічної термінології.
- З питань популяризації діяльності та фінансування.
- З питань романізації[3].
- З навчальних курсів топоніміки.
- З питань оцінки та впровадження топонімічних настанов і різноманітних стандартів.
- З питань екзонімів.
- З географічних назв як культурної спадщини.
- Зі стандартизації вимови (розформована 2017 року).

Крім того, ГЕГНООН має цільову групу для африканських країн та координує роботу країн з розробки власних топонімічних настанов.

## Конференції

Карта місць проведення конференцій

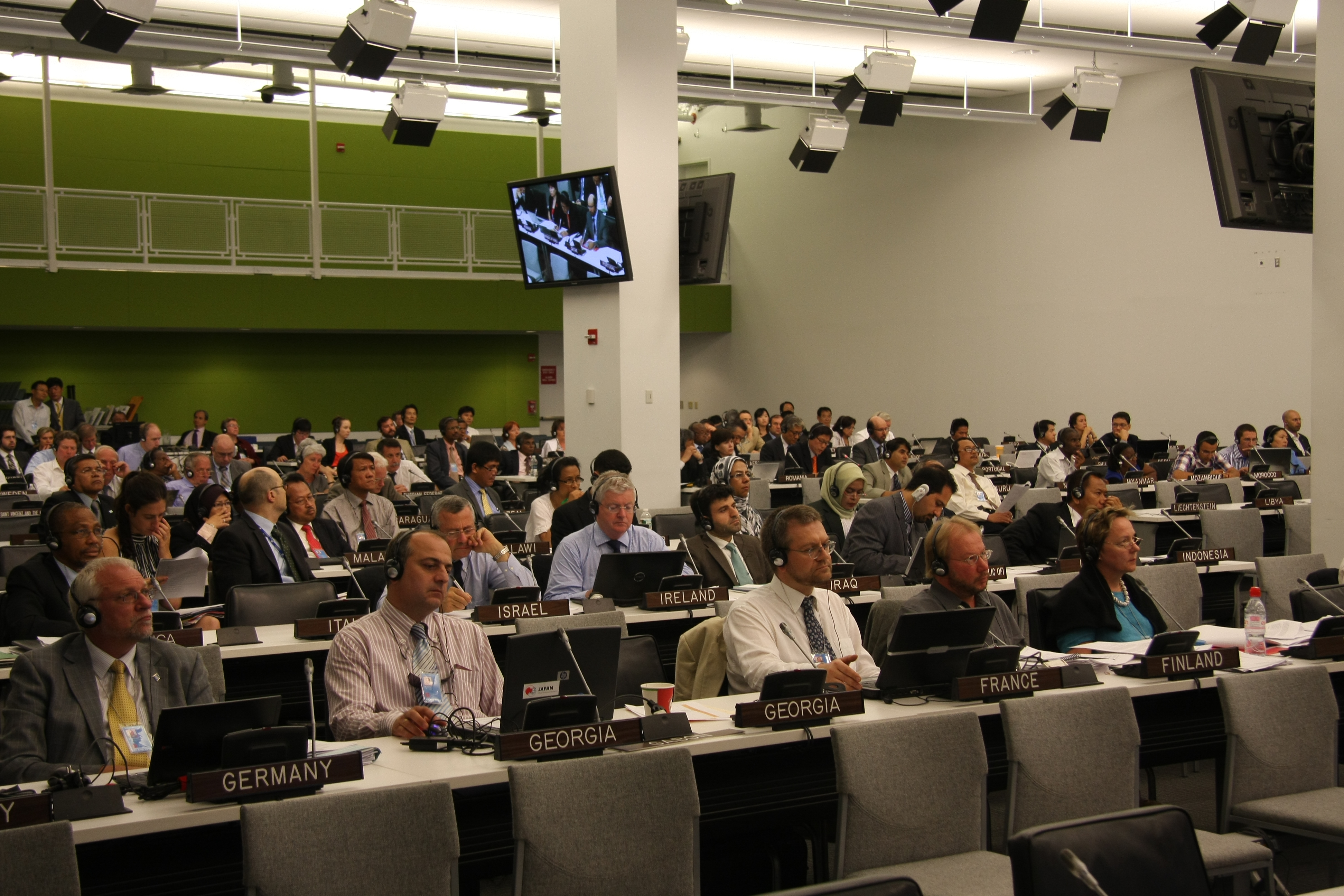
X Конференція у Нью-Йорку, 2012 рік

Конференція ООН зі стандартизації географічних назв (англ. United Nations Conference on the Standardization of Geographical Names; UNCSGN) — періодична міжнародна конференція, що її організує Статистична комісією ООН, основною метою якої є сприяння стандартизації національних географічних назв країн-членів ООН. Конференція не регулює політичні суперечки між окремими державами щодо використання/невикористання конкретних географічних назв.
Конференція проводиться кожні 5 років у штаб-квартирі ООН у Нью-Йорку. Вона також може бути проведена в іншому місці, якщо країна-господар візьме на себе організаційні та фінансові витрати з її проведення. Кожна країна може надіслати власну делегацію експертів на конференцію. Членами таких делегацій є експерти з географічних назв відповідних країн, або держслужбовці, що обіймають посади у відповідних національних державних установах.
XI Конференція відбулася в Нью-Йорку в серпні 2017 року.

## Сесії

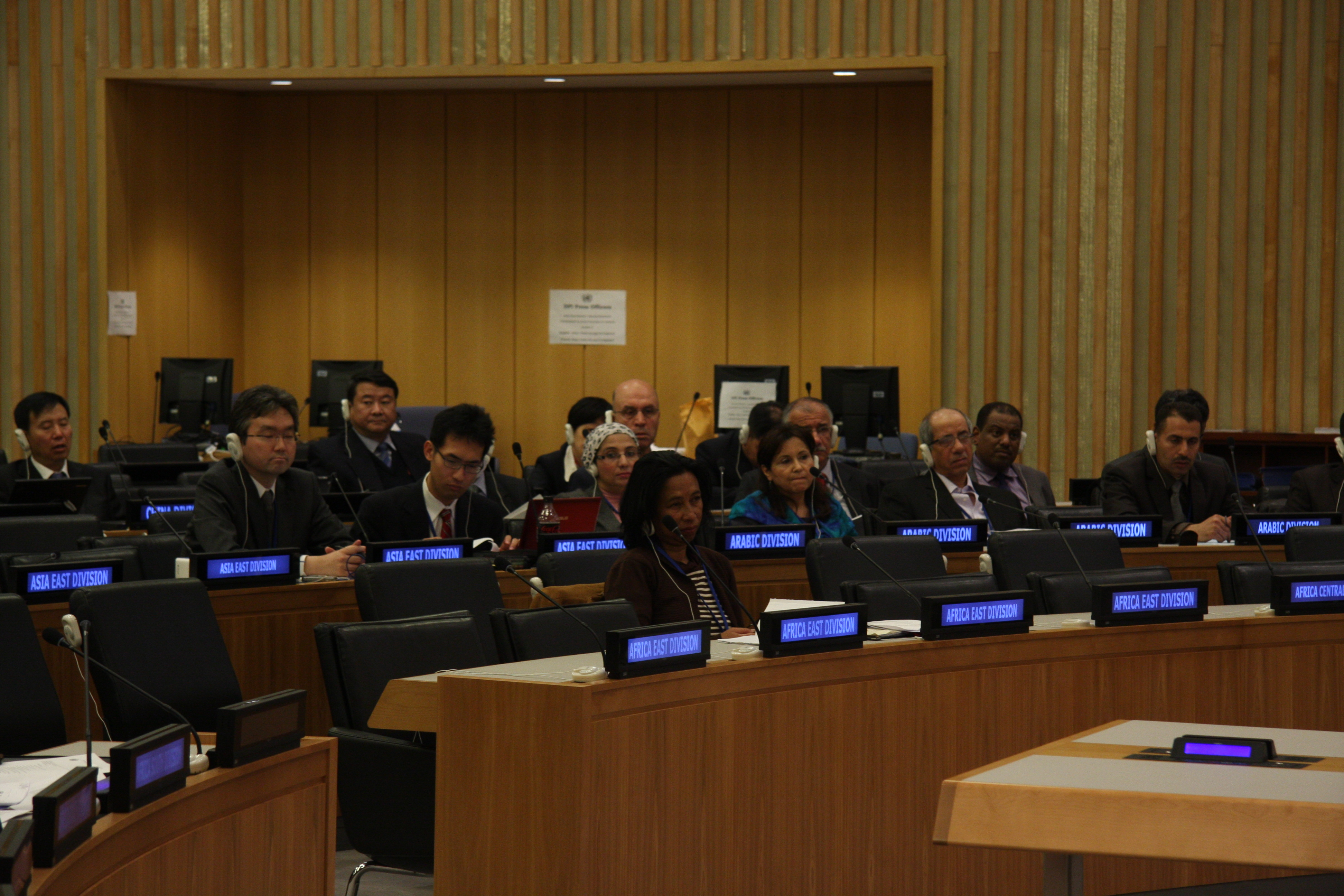
28-ма сесія ГЕГНООН в Нью-Йорку, 2014 рік

У період між конференціями експертна група збирається на чергові сесії:
1. 1967 року в Женеві
2. 1970 року в Нью-Йорку
3. 2-12 лютого 1971 року в Нью-Йорку
4. 9 травня — 1 червня 1972 року в Лондоні
5. 5-16 березня 1973 року в Нью-Йорку
6. 5-26 березня 1975 року в Нью-Йорк
7. 16 серпня — 8 вересня 1977 року в Афінах
8. 26 лютого — 9 березня 1979 року в Нью-Йорку
9. 17-27 лютого 1981 року в Нью-Йорку
10. 23 серпня — 15 вересня 1982 року в Женеві
11. 15-23 жовтня 1984 року в Женеві
12. 26 вересня — 7 жовтня 1986 року в Женеві
13. 17-31 серпня 1987 року в Монреалі
14. 17-26 травня 1989 року в Женеві
15. 11-19 листопада 1991 року в Женеві
16. 24 серпня 4 вересня 1992 року в Нью-Йорку
17. 13-24 червня 1994 року в Нью-Йорку
18. 12-23 серпня 1996 року в Женеві
19. 12-23 січня 1998 року в Нью-Йорку
20. 17-28 січня 2000 року в Нью-Йорку
21. 26 серпня — 6 вересня 2002 року в Берліні
22. 20-29 квітня 2004 року в Нью-Йорку
23. 28 березня — 4 квітня 2006 року у Відні
24. 20-31 серпня 2007 року в Нью-Йорку
25. 5-12 травня 2009 року в Найробі
26. 2-6 травня 2011 року у Відні
27. 2012 року в Нью-Йорку
28. 28 квітня — 2 травня 2014 року в Нью-Йорку
29. 25-29 квітня 2016 року в Бангкоці
30. 7-18 серпня 2017 року в Нью-Йорку

У листопаді 2017 року ЕКОСОС резолюцією 2018/213 відмінив проведення конференцій в старій формі, замінивши їх регулярними сесіями кожні два роки із збереженням старих мандатів експертної групи та її уповноважених членів. Перша сесія оновленої групи експертів відбулась впродовж 29 квітня — 3 травня 2019 року в Нью-Йорку. У ній брали участь 264 делегатів від 70 країн-членів, ряд спостерігачів від уповноважених державних організацій та установ. У результаті було розглянуто 123 документа, сформульований новий порядок денний, презентовано оновлений вебсайт. Українська делегація не брала участі в першій сесії оновленої установи.
1. 29 квітня — 3 травня 2019 року в Нью-Йорку
2. 3-7 травня 2021 року

## Топонімічні настанови
Топонімічні настанови (англ. Toponymic guidelines for map and other editors, for international use — «Топонімічні настанови для редакторів карт та інших редакторів. Для міжнародного використання») — постійно оновлювана документація, поширення і застосування якої пропагує ГЕГНООН. Метою такої документації є накопичення інформації з топонімічних питань окремих країн, особливо з точки зору стандартизації географічних назв.

### Історія
На III конференції в серпні-вересні 1977 року в Афінах (Греція), обговорювався механізм збору та розповсюдження топонімічної інформації. Великі розбіжності в підходах різних країни змусили тогочасного голову Йозефа Броя ініціювати процес складання стандартизованих топонімічних настанов. Як зразок він розробив «Топонімічні настанови з міжнародної картографічної інформації» для рідної Австрії та представив їх як «Робочий документ № 5» на 8-й сесії в лютому-березні 1979 року в Нью-Йорку.
Пропозиція Броя здобула позитивні відгуки. У наступні роки було прийнято 4 резолюції щодо впровадження таких топонімічних настанов як на рівні ООН, так і національними органами.
На IV конференції в Женеві у серпні-вересні 1982 року було розроблено проєкт Резолюції № 4 стосовно публікації топонімічних настанов для редакторів карт та інших редакторів. У резолюції міститься контрольний перелік керівних принципів та рекомендацій як зразок стандартного формату та змісту національних настанов. Резолюція також рекомендує призначення відповідальної особи з комунікації між ГЕГНООН та національною групою, що займається розробкою такої настанови. Стандартна назва топонімічних настанов була змінена того ж року із запропонованої Броєм «Топонімічні настанови з міжнародної картографії» на «Топонімічні настанови для редакторів карт та інших редакторів». На 12-й сесії UNGEGN 1986 року було вирішено також додати до назви «для міжнародного використання».
На V конференції в Монреалі у серпні 1987 року було прийнято дві резолюції. Резолюція № 11 рекомендує використання типографських засобів для чіткого виокремлення топонімів на картах від іншої картографічної вербальної інформації. Методологія такого виокремлення повинна бути чітко прописана в настановах. Резолюція № 14 рекомендує країнам заохочувати створення таких національних топонімічних настанов, а Секретаріат ООН повинен надавати відповідну організаційну допомогу для публікації та розповсюдження.
На VI конференції в серпні-вересні 1992 року в Нью-Йорку була прийнята резолюція № 14, що рекомендує публікацію національних топонімічних настанов принаймні однією з робочих мов ООН у комбінованих томах документів організації та в бюлетені «Світова картографія».

### Зміст настанов
Згідно з постановою № 4, прийнятій на IV конференції 1982 року, існує контрольний перелік питань, які повинна висвітлювати національна топонімічні настанова:
- Правовий статус географічних назв відповідною мовою для багатомовних країн.
- Алфавіт мови (мов). У випадку для алфавітів не латинкою, офіційні правила транслітерації (романізації).
- Загальні правила правопису топонімів.
- Докладні пояснення щодо вимови національних топонімів.
- Мовні субстрати, у потрібних для роботи картографа межах.
- Взаємовідносини між діалектом (діалектами) та стандартною мовою (мовами);
- Особливості діалектів та ареалів їхнього поширення в країні.
- Ареали мов для багатомовних країн.
- Національні органи та установи, що займаються стандартизацією географічних назв; заходи, що були вжиті для стандартизації топонімів.
- Використані джерела.
- Топонімічний глосарій (покажчик загальних географічних назв), необхідний для розуміння національних карт.
- Прийняті скорочення на офіційних географічних картах.
- Адміністративний поділ країни.

### Національні настанови
Національні настанови, розроблені й затверджені для міжнародного вжитку (транскрибування, транслітерації) місцевих географічних назв:
- — Австрії [Архівовано 21 квітня 2021 у Wayback Machine.]
- — Бельгії [Архівовано 21 квітня 2021 у Wayback Machine.]
- — Великої Британії [Архівовано 30 грудня 2020 у Wayback Machine.]
- — Естонії [Архівовано 24 квітня 2021 у Wayback Machine.]
- — Іспанії [Архівовано 19 квітня 2021 у Wayback Machine.]
- — Італії [Архівовано 21 січня 2022 у Wayback Machine.]
- — Кіпру [Архівовано 26 лютого 2021 у Wayback Machine.]
- — Кореї [Архівовано 15 вересня 2016 у Wayback Machine.]
- — Мексики [Архівовано 28 травня 2012 у Wayback Machine.]
- — Нідерландів [Архівовано 21 квітня 2021 у Wayback Machine.]
- — Німеччини
- — Норвегії [Архівовано 8 вересня 2015 у Wayback Machine.]
- — Польщі [Архівовано 21 квітня 2021 у Wayback Machine.]
- — Словаччини [Архівовано 25 жовтня 2020 у Wayback Machine.]
- — Словенії [Архівовано 29 вересня 2016 у Wayback Machine.]
- — Угорщини [Архівовано 16 травня 2021 у Wayback Machine.]
- — України [Архівовано 25 січня 2021 у Wayback Machine.]
- — Фінляндії [Архівовано 26 жовтня 2020 у Wayback Machine.]
- — Чехії [Архівовано 21 квітня 2021 у Wayback Machine.]
- — Чилі [Архівовано 19 січня 2022 у Wayback Machine.]
- — Японії [Архівовано 19 січня 2022 у Wayback Machine.]

## Національні уповноважені органи
Станом на 2016 рік майже в 100 країнах-членах ООН були створені уповноважені національні органи, що займаються стандартизацією вжитку міжнародних географічних назв. Серед яких найстаріші та найбільш активні:
- Австрія — Робоча група з картографічної топоніміки. Arbeitsgemeinschaft für Kartographische Ortsnamenkunde (AKO) [Архівовано 22 квітня 2021 у Wayback Machine.]
- Австралія — Комітет з географічних назв Австралазії. Committee for Geographical Names in Australasia (CGNA) [Архівовано 14 квітня 2021 у Wayback Machine.]
- Бразилія — Комітет з географічних назв. Comitê de Nomes Geográficos (CNGEO) [Архівовано 6 вересня 2019 у Wayback Machine.]
- Велика Британія — Постійний комітет з географічних назв. Permanent Committee on Geographic Names (PCGN)
- Данія — Комісія з географічних назв. Stednavneudvalget [Архівовано 16 березня 2013 у Wayback Machine.]
  -  Гренландія — Комітет з географічних назв. Nunat Aqqinik Aalajangiisartut (NAA) [Архівовано 27 листопада 2020 у Wayback Machine.]
  -  Фарерські острови — Комітет з географічних назв. Staðarnavnanevndin [Архівовано 19 квітня 2021 у Wayback Machine.]
- Іран — Комітет зі стандартизації географічних назв. Iranian Committee for Standardization of Geographical Names [Архівовано 19 квітня 2021 у Wayback Machine.]
- Ірландія — Комісія з географічних назв. An Coimisinéir Teanga [Архівовано 22 квітня 2021 у Wayback Machine.]
- Ісландія — Комітет з географічних назв. Örnefnanefnd [Архівовано 22 квітня 2021 у Wayback Machine.]
- Канада — Рада з географічних назв. Geographical Names Board of Canada (GNBC) [Архівовано 23 квітня 2019 у Wayback Machine.] / Commission de toponymie du Canada (CTC) [Архівовано 28 травня 2019 у Wayback Machine.]
- Кіпр — Постійний комітет зі стандартизації географічних назв Кіпру. Μόνιμης Κυπριακής Επιτροπής Τυποποίησης Γεωγραφικών Ονομάτων (ΜΚΕΤΓΟ) [Архівовано 19 квітня 2021 у Wayback Machine.]
- Південна Корея — Національний інститут географічної інформації. National Geographic Information Institute (NGII) [Архівовано 19 квітня 2021 у Wayback Machine.]
- Латвія — Державний мовний центр Латвії. Valsts valodas centrā (VVC) [Архівовано 11 травня 2020 у Wayback Machine.] і Управління геопросторової інформації. Latvijas Ģeotelpiskās informācijas aģentūras (LGIA) [Архівовано 22 квітня 2016 у Wayback Machine.]
- Литва — Державна комісія литовської мови. Valstybinė Lietuvių Kalbos Komisija (VLKK) [Архівовано 20 квітня 2021 у Wayback Machine.]
- Мексика — Національний інститут статистики і географії. Instituto Nacional de Estadística y Geografía (INEGI) [Архівовано 28 травня 2012 у Wayback Machine.]
- Німеччина — Постійний комітет з географічних назв. Ständiger Ausschuss für geographische Namen (StAGN) [Архівовано 20 лютого 2016 у Wayback Machine.]
- ПАР — Рада з географічних назв. South African Geographical Names Council (SAGNC) [Архівовано 12 серпня 2017 у Wayback Machine.]
- Нова Зеландія — Географічна рада. The New Zealand Geographic Board / Nga Pou Taunaha o Aotearoa [Архівовано 22 жовтня 2013 у Wayback Machine.]
- Норвегія — Картографічне управління. Kartverket [Архівовано 2 жовтня 2013 у Wayback Machine.]
- Польща — Комісія зі стандартизації міжнародних географічних назв. Komisja Standaryzacji Nazw Geograficznych poza Granicami Rzeczypospolitej Polskiej (KSNG) [Архівовано 28 квітня 2018 у Wayback Machine.]
- Словаччина — Управління геодезії, картографії та кадастру. Úrad geodézie, kartografie a katastra SR [Архівовано 7 травня 2021 у Wayback Machine.]
- Словенія — Комісія зі стандартизації географічних назв. Komisija za standardizacijo zemljepisnih imen [Архівовано 14 квітня 2021 у Wayback Machine.]
- США — Рада з географічних назв. United States Board on Geographic Names (BGN) [Архівовано 26 лютого 2012 у WebCite]
- Фінляндія — Дослідницький інститут лінгвістики. Kotimaisten kielten keskus (KKK) [Архівовано 19 квітня 2021 у Wayback Machine.]
- Франція — Національна топонімічна комісія. Commission nationale de toponymie (CNT) [Архівовано 11 квітня 2021 у Wayback Machine.] Нацради з питань геоінформації. du Conseil national de l'information géographique (CNIG) [Архівовано 21 квітня 2021 у Wayback Machine.]
- Чехія — Управління геодезії, картографії та кадастру. Státní správa zeměměřictví a katastru [Архівовано 17 березня 2021 у Wayback Machine.]
- Швеція — Управління картографії та земельного кадастру. Lantmäteriet [Архівовано 10 червня 2022 у Wayback Machine.]

## Національні топонімічні бази даних
- Австрія — газетир [Архівовано 10 серпня 2006 у Wayback Machine.], антарктичний газетир [Архівовано 28 травня 2010 у Wayback Machine.], SCAR [Архівовано 2 грудня 2010 у WebCite]
- Болгарія — антарктичний газетир [Архівовано 4 березня 2016 у Wayback Machine.]
- Велика Британія — національний вуличний газетир [Архівовано 6 серпня 2016 у Wayback Machine.], Get-a-map [Архівовано 27 липня 2015 у Wayback Machine.], Північної Ірландії [Архівовано 10 серпня 2005 у Wayback Machine.]
- Данія — газетир [Архівовано 1 січня 2011 у Wayback Machine.]
- Естонія — газетир [Архівовано 2 вересня 2005 у Wayback Machine.], топонімічна база даних [Архівовано 25 квітня 2021 у Wayback Machine.]
- Іран — топонімічна база даних [Архівовано 1 липня 2020 у Wayback Machine.]
- Ірландія — топонімічна база даних [Архівовано 28 квітня 2014 у Wayback Machine.]
- Іспанія — газетир [Архівовано 21 квітня 2021 у Wayback Machine.]
- Канада — топонімічна база даних [Архівовано 10 квітня 2019 у Wayback Machine.], французькою [Архівовано 28 травня 2019 у Wayback Machine.]
- Катар — топонімічна база даних [Архівовано 23 квітня 2021 у Wayback Machine.]
- Кіпр — газетир [Архівовано 27 лютого 2021 у Wayback Machine.], морський газетир [Архівовано 24 жовтня 2020 у Wayback Machine.], геопортал [Архівовано 13 квітня 2021 у Wayback Machine.]
- Південна Корея — газетир [Архівовано 18 червня 2016 у Wayback Machine.]
- Латвія — топонімічна база даних [Архівовано 21 квітня 2021 у Wayback Machine.], геокадастр [Архівовано 19 квітня 2021 у Wayback Machine.]
- Мексика — газетир [Архівовано 21 квітня 2021 у Wayback Machine.]
- Німеччина — топонімічна база даних
- Нова Зеландія — топонімічна база даних [Архівовано 22 жовтня 2013 у Wayback Machine.]
- Норвегія — газетир [Архівовано 9 листопада 2016 у Wayback Machine.]
- ПАР — газетир
- Польща — газетир [Архівовано 27 березня 2018 у Wayback Machine.]
- США — GNIS [Архівовано 26 лютого 2012 у WebCite], GEOnet [Архівовано 13 березня 2015 у Wayback Machine.], Національний атлас [Архівовано 24 грудня 2016 у Wayback Machine.], газетир назв держав [Архівовано 3 квітня 2019 у Wayback Machine.] та інших територій [Архівовано 20 квітня 2019 у Wayback Machine.]
- Угорщина — газетир [Архівовано 31 жовтня 2020 у Wayback Machine.], газетир [Архівовано 16 квітня 2021 у Wayback Machine.]
- Фінляндія — топонімічна база даних [Архівовано 17 травня 2013 у Wayback Machine.]
- Франція — комуни [Архівовано 10 квітня 2021 у Wayback Machine.]
- Хорватія — газетир [Архівовано 30 грудня 2017 у Wayback Machine.]
- Чехія — газетир [Архівовано 5 березня 2021 у Wayback Machine.]
- Швейцарія — топонімічна база даних [Архівовано 23 червня 2020 у Wayback Machine.]
- Швеція — топонімічна база даних [Архівовано 10 червня 2022 у Wayback Machine.], газетир [Архівовано 18 березня 2021 у Wayback Machine.]
- Японія — топонімічна база даних [Архівовано 15 травня 2019 у Wayback Machine.], геопортал [Архівовано 7 травня 2021 у Wayback Machine.]